# Massarina polytrichadelphi
Massarina polytrichadelphi är en svampart som beskrevs av Döbbeler 2007. Massarina polytrichadelphi ingår i släktet Massarina och familjen Massarinaceae.   Inga underarter finns listade i Catalogue of Life.